# November Tear
November Tear es una película ugandesa escrita y dirigida por Richard Nondo. Está protagonizada por Daphne Ampire, Joel Okuyo Atiku, Raymond Rushabiro, Cindy Sanyu y Housen Mushema.

## Sinopsis
Anenda (Daphine Ampire) es obligada a salir de casa por su madrastra. Mientras se encuentra en un viaje para encontrar a los parientes de su difunta madre, se ve envuelta en la dura realidad de la esclavitud sexual. 

## Lanzamiento
Se estrenó el 11 de agosto de 2019 en Century Cinema en Kampala. La película cubre la actividad silenciosa y peligrosa de la trata de mujeres que se volvió común en 2018 y principios de 2019.